# Конисский, Александр Яковлевич
Александр Яковлевич Конисский или Кониский (6 [18] августа 1836 — 29 ноября [12 декабря] 1900) — украинский поэт, прозаик, педагог, переводчик, журналист, общественный деятель, лексикограф, адвокат. Литературные псевдонимы: О. Верниволя, Ф. Ґоровенко, В. Буркун, Перебендя, О. Хуторянин и ещё около 150.

## Биография
Родился в селе Переходовка Нежинского уезда Черниговской губернии в семье древнего черниговского рода, насчитывающего около 400 лет.
Детство провёл в Нежине. Учился в Нежинском дворянском училище и в Черниговской гимназии. Печататься начал в Черниговском Листке в 1858 г. Кониский вёл большую разнообразную общественную деятельность. В Полтаве, где он служил, организовал воскресные школы, писал для них учебники («Українські прописи» (1862), «Арифметика, або щотниця» (1863), «Граматка або перша читанка задля початку вченья» 1882). В прессе опубликовал ряд статей на церковную тематику. Участвовал в работе киевской Громады. Как член киевского городского совета добивался введения в школах украинского языка.
Восстанавливал связи с литературными деятелями Галиции. В 1863 году по обвинению в украинофильстве был сослан в Вологду, потом в Тотьму. В 1871 году во время очередного обыска был конфискован роман на украинском языке «Не дари золотом и не бей молотом». С 1865 году жил за границей. После снятия с полицейского учёта в 1872 году вернулся в Киев. Начал работу в местной газете. Кониский был одним из основателей Литературного общества им. Т. Шевченко во Львове в 1873 году, а позднее — инициатором преобразований в Научное общество им. Т. Шевченко.
В 1897 г. был инициатором создания Всеукраинской общей организации, общественно-политической общины, что должна была объединить все круги национально настроенных украинцев. Для потребностей организации он основал в Киеве издательство «Век» (Вік), просуществовавшее 15 лет и выпустившее более 100 книг на украинском языке.

## Творчество
Литературную деятельность начал 1858 году. В стихах, повестях, драмах, рассказах отстаивал украинскую национальную идею, провозглашал теорию малых дел. Автор популярных стихов: «Я не боюсь тюрми і ката», «На похорони Т. Шевченка» и другие, которые, впрочем, сдержанно оцениваются критиками. В рассказах Конисский поднимает проблему социального и национального угнетения Украины в составе Российской империи («Півнів празник», «Млин», «Спокуслива нива»), народного быта («Хвора душа», «Старці», «За кригою»). В повестях «Семен Жук і його родичі» и «Юрій Ґоровенко» создал образы украинских национальных интеллигентов-просветителей.
Конисский автор первой основательной биографии поэта Шевченко (в 2 томах), которая не потеряла своего значения и сейчас: «Тарас Шевченко-Грушівський: Хроніка його життя» (тт. I—II, Львів, 1898—1901). Этот труд высоко оценили И. Франко, А. Крымский. Создание гимна «Молитва за Украину», положенного на музыку Николаем Лысенко, также приходится на период его плодотворного работы по исследованиям жизни и творчества Т. Шевченко.
С конца 1920-х годов произведения Конисского в СССР находились под запретом (за исключением нескольких стихотворений), а советское литературоведение относило его к «националистам». Определенная «реабилитация» Конисского состоялась в 80-х годах ХХ ст., а в Киеве 1990 года переиздана его монография «Тарас Шевченко-Грушівський».

## Память
В 2022 г. именем Александра Конисского была переименована улица Тургенева. 

## Семья
- Жена — Мария Александровна, урождённая Пестерева (?—1919), по матери из семьи купцов Кокоревых, когда познакомилась с Конисским в Тотьме, была сиротой под опекунством. Опекуны не давали согласия на брак, и Александр Яковлевич увёз невесту тайно без их согласия. В семье было семеро детей. Перевела своё состояние на имя мужа, после его смерти выяснилось, что деньги завещены некоему Галицийскому обществу[2].
  - Дочь — Евгения Александровна Конисская (1866—1937), в замужестве Киричинская (муж Сергей Иванович Киричинский (1864—1895[4]), к 1914 году замужем за Павлом Терентьевичем Матюшенко, полковником императорской армии[2].
  - Сын — Александр Александрович Конисский (1868—1922), вместе с женой Натальей, урождённой Петрункевич, дочерью И. И. Петрункевича, убит грабителями в имении Наташино под Анапой[2].
  - Дочь — Мария Александровна в замужестве Малиновская (1870—1941), 1898 году обвенчалась с Иоанникием Алексеевичем Малиновским[5][6].
  - Дочь — Надежда, увлекалась фотографией[2].
  - Сын — Юрий (Георгий) Александрович Конисский (1877—1942[7]), у него две дочери: художница и мемуаристка Мария (1905—после 1994) и Наталья, а также сын Александр.
  - Дочь — Наталья Александровна Гуревич (1879—1951[8]), врач, её муж Осип Гуревич, инженер[2].
  - Сын или дочь — ?